# Animage
Animage (アニメージュ, Animēju) é uma revista japonesa de anime e entretenimento lançada pela editora Tokuma Shoten. Começou a ser publicada em julho de 1978, sendo considerada a primeira revista exclusiva sobre animação japonesa do Japão.
É junto com as revistas Animedia (lançada em 1981) e Newtype (lançada em 1985) considerada a principal publicação sobre animes do Japão.

## História
Durante a década de 70 o Japão vivia um enorme crescimento da popularidade dos animes. Em 1977, Hideo Ogata (editor da Tokuma Shoten) lançou um projeto para criar uma publicação focada totalmente no universo da animação, logo após uma edição especial da TV Land (revista focada em programas de televisão) focada inteiramente na série de anime Space Battleship Yamato quebrou o recorde de vendas da temporada, com 4 milhões de exemplares vendidos. Este foi o ponto decisivo para Tokuma Shoten criar uma revista focada exclusivamente em animação, com Hideo Ogata ocupando a cadeira do editor-chefe da época. Foi Hideo Ogata quem escolheu o nome da revista, "Animage", uma mistura das palavras inglesas "Animation" e "Image". Em maio de 1978 é lançado o primeiro volume, com o preço de capa de 580 ienes, a primeira edição esgotou rapidamente e vendeu um total de 7 milhões de edições.
O famoso mangaká, animador e diretor japonês Osamu Tezuka, considerado o pai dos mangás e animes modernos, contribuiu para a fundação da revista junto com os editores da Tokuma Shoten e continuou a contribuir para a publicação através de colunas que ele publicou em suas páginas sobre a indústria até a final dos anos 70, após sua saída, ele foi substituído por outros profissionais do setor Osamu Kobayashi (diretor e dublador de animes como Kimagure Orange Road e BECK: Mongolian Chop Squad) e Toshio Suzuki (ex-presidente do Studio Ghibli, e produtor de filmes como Spirited Away e Howl's Moving Castle). Desde 2005, o editor chefe da revista é Toshiya Matsushita.
Em janeiro de 1980 ocorreu a primeira edição do prêmio Anime Grand Prix. A premiação ocorre anualmente e escolhe os melhores animes, dubladores, personagens, episódios e músicas. Na edição de fevereiro de 1982, começou com a publicação do mangá serializado Nausicaa of the Valley of the Wind de Hayao Miyazaki. Isso levou a criação do Studio Ghibli. Toshio Suzuki, diretor do Studio Ghibli, era o editor encarregado da época e foi substituído pelo primeiro editor-chefe, Hideo Ogata, que supervisionou o segundo escritório editorial da Tokuma Shoten. No aniversário de 20 anos, em junho de 1998, mudou o tipo de folha para papel A4 e o título da revista mudou de katakana アニメージュ para o inglês (Animage), voltando para katakana em 2002.
Em 2007 a revista lançou seu site oficial,, em 2018, em meio a comemoração de 40 anos, lançou sua edição digital em e-book e em 2019 lança um site de notícias focadas em na cultura pop, Animage Plus.

## Conteúdo
Centrado na temática da animação japonesa, as matérias englobam os autores, os dubladores e as músicas dos animes. A revista é impressa em cores e preto e branco e, além de publicar mangá serializados, contém artigos sobre produções de anime antigas e novas, entrevistas e afins. Uma característica da revista é o grande uso de ilustrações. Com periodicidade mensal, é lançada normalmente no dia 10 do mês. Entre os mangás publicados mais conhecidos, além de Kaze no Tani no Nausicaä, se destaca: Seraphim: 2-oku 6661-man 3336 no Tsubasa, escrita por Mamoru Oshii e arte de Satoshi Kon; Mirai Bouken Channel 5, de Ami Shinoda; Makasete Iruka!, escrita por Akitarou Daichi e arte de Takashi Takashita e o romance: Umi ga Kikoeru, escrita por Saeko Himuro e arte de Katsuya Kondō.

## Anime Grand Prix
A revista realiza anualmente o Anime Grand Prix (アニメグランプリ, Anime guranpuri), premiação decidida pelos votos dos leitores para o anime do ano. Teve início premiando os melhores animes de 1979 em janeiro de 1980 e tem sido sucessivamente em cada ano, normalmente premiando os animes na edição de junho do ano seguinte. O critério para a premiação são contados considerando a popularidade, qualidade e influência do anime em questão no meio artístico e cultural japonês.

### Títulos
| #  | Ano              | Título                                             | Estúdio                         | Tipo        |
| -- | ---------------- | -------------------------------------------------- | ------------------------------- | ----------- |
| 1  | 1979             | Mobile Suit Gundam                                 | Sunrise                         | Série de TV |
| 2  | 1980 1º semestre | Space Runaway Ideon                                | Sunrise                         | Série de TV |
| 3  | 1980 2º semestre | Adieu Galaxy Express 999                           | Toei Animation                  | Filme       |
| 4  | 1981             | Ashita no Joe 2                                    | Toei Animation                  | Filme       |
| 5  | 1982             | Rokushin Gattai Godmars (Empate)                   | Tokyo Movie Shinsha             | Série de TV |
| 5  | 1982             | The Super Dimension Fortress Macross (Empate)      | Studio Nue, Artland & Tatsunoko | Série de TV |
| 6  | 1983             | Crusher Joe                                        | Studio Nue & Sunrise            | Filme       |
| 7  | 1984             | Nausicaä of the Valley of the Wind                 | Topcraft                        | Filme       |
| 8  | 1985             | Dirty Pair                                         | Sunrise                         | Série de TV |
| 9  | 1986             | Laputa: Castle in the Sky                          | Estúdio Ghibli                  | Filme       |
| 10 | 1987             | Dragon Ball                                        | Toei Animation                  | Série de TV |
| 11 | 1988             | Tonari no Totoro                                   | Estúdio Ghibli                  | Filme       |
| 12 | 1989             | Akira                                              | Tokyo Movie Shinsha             | Filme       |
| 13 | 1990             | Nadia: The Secret of Blue Water                    | Gainax                          | Série de TV |
| 14 | 1991             | Legend of the Galactic Heroes                      | Kitty Films                     | OAV         |
| 15 | 1992             | Sailor Moon                                        | Toei Animation                  | Série de TV |
| 16 | 1993             | YuYu Hakusho                                       | Estúdio Pierrot                 | Série de TV |
| 17 | 1994             | YuYu Hakusho                                       | Estúdio Pierrot                 | Série de TV |
| 18 | 1995             | Neon Genesis Evangelion                            | Gainax & Tatsunoko              | Série de TV |
| 19 | 1996             | Neon Genesis Evangelion                            | Gainax & Tatsunoko              | Série de TV |
| 20 | 1997             | The End of Evangelion (Empate)                     | Gainax & Production I.G         | Filme       |
| 20 | 1997             | Mononoke Hime (Empate)                             | Estúdio Ghibli                  | Filme       |
| 21 | 1998             | Martian Successor Nadesico: The Prince of Darkness | Xebec                           | Filme       |
| 22 | 1999             | Cowboy Bebop                                       | Sunrise                         | Série de TV |
| 23 | 2000             | Cardcaptor Sakura                                  | Madhouse                        | Série de TV |
| 24 | 2001             | Fruits Basket                                      | Studio DEEN                     | Série de TV |
| 25 | 2002             | Mobile Suit Gundam SEED                            | Sunrise                         | Série de TV |
| 26 | 2003             | Fullmetal Alchemist                                | Bones                           | Série de TV |
| 27 | 2004             | Mobile Suit Gundam SEED Destiny                    | Sunrise                         | Série de TV |
| 28 | 2005             | Gankutsuou: The Count of Monte Cristo              | GONZO                           | Série de TV |
| 29 | 2006             | Code Geass: Lelouch of the Rebellion               | Sunrise                         | Série de TV |
| 30 | 2007             | Code Geass: Lelouch of the Rebellion               | Sunrise                         | Série de TV |
| 31 | 2008             | Mobile Suit Gundam 00                              | Sunrise                         | Série de TV |
| 32 | 2009             | Higashi no Eden                                    | Production I.G                  | Série de TV |
| 33 | 2010             | Inazuma Eleven                                     | OLM                             | Série de TV |
| 34 | 2011             | Inazuma Eleven GO                                  | OLM                             | Série de TV |
| 35 | 2012             | IInazuma Eleven GO: Chrono Stone                   | OLM                             | Série de TV |
| 36 | 2013             | Attack on Titan                                    | Wit Studio                      | Série de TV |
| 37 | 2014             | Free! ~Eternal Summer~                             | Kyoto Animation                 | Série de TV |
| 38 | 2015             | Osomatsu-san                                       | Studio Pierrot                  | Série de TV |
| 39 | 2016             | Mobile Suit Gundam: Iron-Blooded Orphans           | Sunrise                         | Série de TV |
| 40 | 2017             | IDOLiSH7                                           | TROYCA                          | Série de TV |
| 41 | 2018             | Detective Conan: Zero the Enforcer                 | TMS Entertainment               | OVA         |

### Personagens
| No. | Ano              | Personagem      | Título                       | Seiyuu         |
| --- | ---------------- | --------------- | ---------------------------- | -------------- |
| 1   | 1979             | Captain Harlock | Space Pirate Captain Harlock | Makio Inoue    |
| 2   | 1980 1º semestre | Char Aznable    | Mobile Suit Gundam           | Shūichi Ikeda  |
| 3   | 1980 2º semestre | Joe Shimamura   | Cyborg 009                   | Kazuhiko Inoue |
| 4   | 1981             | Takeru Myoujin  | Rokushin Gattai Godmars      | Yuu Mizushima  |
| 5   | 1982             | Takeru Myoujin  | Rokushin Gattai Godmars      | Yuu Mizushima  |

| No. | Ano  | Personagem Masculino           | Personagem Masculino                    | Personagem Masculino |  | Personagem Feminino | Personagem Feminino                     | Personagem Feminino |
| No. | Ano  | Personagem                     | Titulo                                  | Seiyuu               |  | Personagem          | Titulo                                  | Seiyuu              |
| --- | ---- | ------------------------------ | --------------------------------------- | -------------------- |  | ------------------- | --------------------------------------- | ------------------- |
| 6   | 1983 | Chirico Cuvie                  | Armored Trooper Votoms                  | Hozumi Gōda          |  | Lum Invader         | Urusei Yatsura                          | Fumi Hirano         |
| 7   | 1984 | Kenshiro                       | Hokuto no Ken                           | Akira Kamiya         |  | Nausicaä            | Nausicaä of the Valley of the Wind      | Sumi Shimamoto      |
| 8   | 1985 | Tatsuya Uesugi                 | Touch                                   | Yūji Mitsuya         |  | Four Murasame       | Mobile Suit Zeta Gundam                 | Saeko Shimazu       |
| 9   | 1986 | Kamille Bidan                  | Mobile Suit Zeta Gundam                 | Nobuo Tobita         |  | Elpeo Puru          | Mobile Suit Gundam ZZ                   | Chieko Honda        |
| 10  | 1987 | J.J.                           | Zillion                                 | Toshihiko Seki       |  | Madoka Ayukawa      | Kimagure Orange Road                    | Hiromi Tsuru        |
| 11  | 1988 | Ryo Saeba                      | City Hunter                             | Akira Kamiya         |  | Anise Farm          | Sonic Soldier Borgman                   | Yoshino Takamori    |
| 12  | 1989 | Ryo Saeba                      | City Hunter 2                           | Akira Kamiya         |  | Kiki                | Majo no Takkyūbin                       | Minami Takayama     |
| 13  | 1990 | Ryo Saeba                      | City Hunter 3                           | Akira Kamiya         |  | Nadia               | Nadia: The Secret of Blue Water         | Yoshino Takamori    |
| 14  | 1991 | Hayato Kazami                  | Future GPX Cyber Formula                | Junichi Kanemaru     |  | Nadia               | Nadia: The Secret of Blue Water         | Yoshino Takamori    |
| 15  | 1992 | Hiei                           | YuYu Hakusho                            | Nobuyuki Hiyama      |  | Ami Mizuno          | Sailor Moon                             | Aya Hisakawa        |
| 16  | 1993 | Kurama                         | YuYu Hakusho                            | Megumi Ogata         |  | Belldandy           | Oh My Goddess!                          | Kikuko Inoue        |
| 17  | 1994 | Kurama                         | YuYu Hakusho                            | Megumi Ogata         |  | Haruka Tenoh        | Sailor Moon S                           | Megumi Ogata        |
| 18  | 1995 | Duo Maxwell                    | New Mobile Report Gundam Wing           | Toshihiko Seki       |  | Rei Ayanami         | Neon Genesis Evangelion                 | Megumi Hayashibara  |
| 19  | 1996 | Shinji Ikari                   | Neon Genesis Evangelion                 | Megumi Ogata         |  | Rei Ayanami         | Neon Genesis Evangelion                 | Megumi Hayashibara  |
| 20  | 1997 | Himura Kenshin                 | Rurouni Kenshin                         | Mayo Suzukaze        |  | Lina Inverse        | Slayers Try                             | Megumi Hayashibara  |
| 21  | 1998 | Spike Spiegel                  | Cowboy Bebop                            | Koichi Yamadera      |  | Ruri Hoshino        | Martian Successor Nadesico              | Omi Minami          |
| 22  | 1999 | Spike Spiegel                  | Cowboy Bebop                            | Koichi Yamadera      |  | Sakura Kinomoto     | Cardcaptor Sakura                       | Sakura Tange        |
| 23  | 2000 | Genjyo Sanzo                   | Saiyuki                                 | Toshihiko Seki       |  | Sakura Kinomoto     | Cardcaptor Sakura                       | Sakura Tange        |
| 24  | 2001 | InuYasha                       | InuYasha                                | Kappei Yamaguchi     |  | Tohru Honda         | Fruits Basket                           | Yui Horie           |
| 25  | 2002 | Kira Yamato                    | Mobile Suit Gundam SEED                 | Soichirō Hoshi       |  | Mizuho Kazami       | Onegai Teacher                          | Kikuko Inoue        |
| 26  | 2003 | Edward Elric                   | Fullmetal Alchemist                     | Romi Paku            |  | Riza Hawkeye        | Fullmetal Alchemist                     | Michiko Neya        |
| 27  | 2004 | Athrun Zala                    | Mobile Suit Gundam SEED Destiny         | Akira Ishida         |  | Lacus Clyne         | Mobile Suit Gundam SEED Destiny         | Rie Tanaka          |
| 28  | 2005 | Kira Yamato                    | Mobile Suit Gundam SEED Destiny         | Soichirō Hoshi       |  | Lacus Clyne         | Mobile Suit Gundam SEED Destiny         | Rie Tanaka          |
| 29  | 2006 | Lelouch Lamperouge             | Code Geass: Lelouch of the Rebellion    | Jun Fukuyama         |  | Haruhi Suzumiya     | Suzumiya Haruhi no Yuuutsu              | Aya Hirano          |
| 30  | 2007 | Lelouch Lamperouge             | Code Geass: Lelouch of the Rebellion    | Jun Fukuyama         |  | C.C.                | Code Geass: Lelouch of the Rebellion    | Yukana              |
| 31  | 2008 | Lelouch Lamperouge             | Code Geass: Lelouch of the Rebellion R2 | Jun Fukuyama         |  | C.C.                | Code Geass: Lelouch of the Rebellion R2 | Yukana              |
| 32  | 2009 | Gintoki Sakata                 | Gin Tama                                | Tomokazu Sugita      |  | Yui Hirasawa        | K-On!                                   | Aki Toyosaki        |
| 33  | 2010 | Ichirōta Kazemaru              | Inazuma Eleven                          | Yuka Nishigaki       |  | Yui Hirasawa        | K-On!                                   | Aki Toyosaki        |
| 34  | 2011 | Ranmaru Kirino                 | Inazuma Eleven GO                       | Yū Kobayashi         |  | Haruna Otonashi     | Inazuma Eleven GO                       | Hinako Sasaki       |
| 35  | 2012 | Ranmaru Kirino                 | IInazuma Eleven GO: Chrono Stone        | Yū Kobayashi         |  | Kinako Nanobana     | IInazuma Eleven GO: Chrono Stone        | Aoi Yūki            |
| 36  | 2013 | Levi                           | Attack on Titan                         | Hiroshi Kamiya       |  | Kinako Nanobana     | IInazuma Eleven GO: Chrono Stone        | Aoi Yūki            |
| 37  | 2014 | Makoto Tachibana               | Free! Eternal Summer                    | Tatsuhisa Suzuki     |  | Diane               | Nanatsu no Taizai                       | Aoi Yūki            |
| 38  | 2015 | Karamatsu                      | Osomatsu-san                            | Yuichi Nakamura      |  | Kagura              | Gin Tama                                | Rie Kugimiya        |
| 39  | 2016 | Victor Nikiforov               | Yuri!!! on Ice                          | Junichi Suwabe       |  | Kagura              | Gin Tama                                | Rie Kugimiya        |
| 40  | 2017 | Ten Kujou                      | Idolish7                                | Sōma Saitō           |  | Sakura Kinomoto     | Cardcaptor Sakura: Clear Card           | Sakura Tange        |
| 40  | 2018 | Rei Furuya/Tooru Amano/Bourbon | Detective Conan: Zero the Enforcer      | Tōru Furuya          |  | Emma                | The Promised Neverland                  | Sumire Morohoshi    |

### Dubladores
A escolha para selecionar os melhores dubladores ("Seiyuus") são feitas levando em consideração as cartas e e-mails que os fans enviam para o escritório da Tokuma Shoten ao longo do ano, portanto não havendo interferência dos editores no processo de eleição. Megumi Hayashibara ganhou 12 vezes e Akira Kamiya, 11 vezes. A partir de 1991 a seleção para melhor dublador que antes era dividida nas categorias Feminino e Masculino virou uma única categoria geral.
| No. | Ano              | Seiyuu Masculino |  | Seiyuu Feminino    |
| --- | ---------------- | ---------------- |  | ------------------ |
| 1   | 1979             | Akira Kamiya     |  | Noriko Ohara       |
| 2   | 1980 1º semestre | Akira Kamiya     |  | Noriko Ohara       |
| 3   | 1980 2º semestre | Akira Kamiya     |  | Noriko Ohara       |
| 4   | 1981             | Akira Kamiya     |  | Mami Koyama        |
| 5   | 1982             | Toshio Furukawa  |  | Mami Koyama        |
| 6   | 1983             | Akira Kamiya     |  | Mami Koyama        |
| 7   | 1984             | Akira Kamiya     |  | Sumi Shimamoto     |
| 8   | 1985             | Akira Kamiya     |  | Saeko Shimazu      |
| 9   | 1986             | Kazuki Yao       |  | Mayumi Tanaka      |
| 10  | 1987             | Akira Kamiya     |  | Sumi Shimamoto     |
| 11  | 1988             | Akira Kamiya     |  | Sumi Shimamoto     |
| 12  | 1989             | Akira Kamiya     |  | Megumi Hayashibara |
| 13  | 1990             | Akira Kamiya     |  | Megumi Hayashibara |

| No. | Ano  | Seiyuu             |
| --- | ---- | ------------------ |
| 14  | 1991 | Megumi Hayashibara |
| 15  | 1992 | Megumi Hayashibara |
| 16  | 1993 | Megumi Hayashibara |
| 17  | 1994 | Megumi Ogata       |
| 18  | 1995 | Megumi Hayashibara |
| 19  | 1996 | Megumi Hayashibara |
| 20  | 1997 | Megumi Hayashibara |
| 21  | 1998 | Megumi Hayashibara |
| 22  | 1999 | Megumi Hayashibara |
| 23  | 2000 | Megumi Hayashibara |
| 24  | 2001 | Megumi Hayashibara |
| 25  | 2002 | Soichirou Hoshi    |
| 26  | 2003 | Romi Park          |
| 27  | 2004 | Akira Ishida       |
| 28  | 2005 | Soichirou Hoshi    |
| 29  | 2006 | Soichirou Hoshi    |
| 30  | 2007 | Jun Fukuyama       |
| 31  | 2008 | Jun Fukuyama       |
| 32  | 2009 | Aki Toyosaki       |
| 33  | 2010 | Daisuke Ono        |
| 34  | 2011 | Mamoru Miyano      |
| 35  | 2012 | Yūki Kaji          |
| 36  | 2013 | Yūki Kaji          |
| 37  | 2014 | Tatsuhisa Suzuki   |
| 38  | 2015 | Jun Fukuyama       |
| 39  | 2016 | Hiroshi Kamiya     |
| 40  | 2017 | Sōma Saitō         |
| 41  | 2018 | Sōma Saitō         |

### Músicas
| No. | Ano              | Música                          | Tipo         | Interprete                                                                                  | Título                                                      |
| --- | ---------------- | ------------------------------- | ------------ | ------------------------------------------------------------------------------------------- | ----------------------------------------------------------- |
| 1   | 1979             | "Kita no Okami, Minami no Tora" | Abertura     | Mitsuko Horie                                                                               | Yakyuu-kyo no Uta                                           |
| 2   | 1980 1º semestre | "Fukkatsu no Ideon"             | Abertura     | Isao Taira                                                                                  | Space Runaway Ideon                                         |
| 3   | 1980 2º semestre | "Cosmos ni Kimi To"             | Encerramento | Keiko Toda                                                                                  | Space Runaway Ideon                                         |
| 4   | 1981             | "Lum no Love Song"              | Abertura     | Yuko Matsutani                                                                              | Urusei Yatsura                                              |
| 5   | 1982             | "Macross"                       | Abertura     | Makoto Fujiwara                                                                             | The Super Dimension Fortress Macross                        |
| 6   | 1983             | "HELLO VIFAM"                   | Abertura     | TAO                                                                                         | Ginga Hyoryu Vifam                                          |
| 7   | 1984             | "Ai Oboeteimasuka?"             | BGM          | Lynn Minmay (Mari Iijima)                                                                   | The Super Dimension Fortress Macross: Do You Remember Love? |
| 8   | 1985             | "Ro Ro Ro Russian roulette"     | Abertura     | Meiko Nakahara                                                                              | Dirty Pair                                                  |
| 9   | 1986             | "Kanashimi yo Konnichi Wa"      | Abertura     | Yuki Saito                                                                                  | Maison Ikkoku                                               |
| 10  | 1987             | "Get Wild"                      | Encerramento | TM Network                                                                                  | City Hunter                                                 |
| 11  | 1988             | "BEYOND THE TIME"               | Encerramento | TM Network                                                                                  | Mobile Suit Gundam: Char's CounterAttack                    |
| 12  | 1989             | "Yasashisa ni Tsutsumaretanara" | Encerramento | Yumi Matsutoya                                                                              | Majo no Takkyūbin                                           |
| 13  | 1990             | "Blue Water"                    | Abertura     | Miho Morikawa                                                                               | Nadia: The Secret of Blue Water                             |
| 14  | 1991             | "Winners"                       | Encerramento | G-Grip                                                                                      | Future GPX Cyber Formula                                    |
| 15  | 1992             | "Moonlight Densetsu"            | Abertura     | DALI                                                                                        | Sailor Moon                                                 |
| 16  | 1993             | "WE GOTTA POWER"                | Abertura     | Hironobu Kageyama                                                                           | Dragon Ball Z                                               |
| 17  | 1994             | "Yuzurenai Negai"               | Abertura     | Naomi Tamura                                                                                | Magic Knight Rayearth                                       |
| 18  | 1995             | "A Cruel Angel's Thesis"        | Abertura     | Yoko Takahashi                                                                              | Neon Genesis Evangelion                                     |
| 19  | 1996             | "A Cruel Angel's Thesis"        | Abertura     | Yoko Takahashi                                                                              | Neon Genesis Evangelion                                     |
| 20  | 1997             | "Rondo–Revolution"              | Abertura     | Masami Okui                                                                                 | Shoujo Kakumei Utena                                        |
| 21  | 1998             | "Dearest"                       | Encerramento | Yumi Matsuzawa                                                                              | Martian Successor Nadesico: The Prince of Darkness          |
| 22  | 1999             | "Butter-Fly"                    | Encerramento | Kouji Wada                                                                                  | Digimon Adventure                                           |
| 23  | 2000             | "Platinum"                      | Abertura     | Maaya Sakamoto                                                                              | Cardcaptor Sakura                                           |
| 24  | 2001             | "For Fruits Basket"             | Abertura     | Ritsuko Okazaki                                                                             | Fruits Basket                                               |
| 25  | 2002             | "Anna ni Issho Datta no Ni"     | Encerramento | See-Saw                                                                                     | Mobile Suit Gundam SEED                                     |
| 26  | 2003             | "Melissa"                       | Abertura     | Porno Graffitti                                                                             | Fullmetal Alchemist                                         |
| 27  | 2004             | "Ignited"                       | Abertura     | T.M.Revolution                                                                              | Mobile Suit Gundam SEED Destiny                             |
| 28  | 2005             | "Vestige"                       | Abertura     | See-Saw                                                                                     | Mobile Suit Gundam SEED Destiny                             |
| 29  | 2006             | "COLORS"                        | Abertura     | FLOW                                                                                        | Code Geass: Lelouch of the Rebellion                        |
| 30  | 2007             | "Take It! Sailor Uniform"       | Abertura     | Aya Hirano, Emiri Katou, Kaori Fukuhara e Aya Endo                                          | Lucky Star                                                  |
| 31  | 2008             | "Diamond Crevasse"              | Abertura     | May'n                                                                                       | Macross Frontier                                            |
| 32  | 2009             | "Dont say "Lazy""               | Encerramento | Aki Toyosaki, Satomi Satou e Minako Kotobuki                                                | K-On!                                                       |
| 33  | 2010             | "Bokura no Goal"                | Abertura     | T-Pistonz+KMC                                                                               | Inazuma Eleven                                              |
| 34  | 2011             | "Orion o nazoru"                | Abertura     | Unison Square Garden                                                                        | Tiger & Bunny                                               |
| 35  | 2012             | "V.I.P."                        | Abertura     | Sid                                                                                         | Magi: The Labyrinth of Magic                                |
| 36  | 2013             | "Guren no Yumiya"               | Abertura     | Linked Horizon                                                                              | Attack on Titan                                             |
| 37  | 2014             | "Dried Up Youthful Fame"        | Abertura     | Oldcodex                                                                                    | Free! Eternal Summer                                        |
| 38  | 2015             | "Hanamaru Pippi wa Yoi Ko dake" | Abertura     | AouP                                                                                        | Osomatsu-san                                                |
| 39  | 2016             | "History Maker"                 | Abertura     | Dean Fujioka                                                                                | Yuri on Ice                                                 |
| 40  | 2017             | "WiSH VOYAGE"                   | Abertura     | Kenshō Ono, Toshiki Masuda, Yūsuke Shirai, Tsubasa Yonaga, KENN, Atsushi Abe, Takuya Eguchi | Idolish7                                                    |
| 41  | 2018             | "Rei -ZERO-"                    | Encerramento | Masaharu Fukuyama                                                                           | Detective Conan: Zero the Enforcer                          |